# 佳園里駅
佳園里駅（かえんりえき）は中華人民共和国天津市北辰区に位置する天津地下鉄1号線の駅。8号線も接続する予定である。
2018年7月31日より「果酒廠駅」から「佳園里駅」に改名した。

## 駅構造

### 1号線
- 相対式ホーム2面2線の高架駅で、ホームドア完備。

## 駅周辺
- 佳園里小学
- 佳園里幼児園
- 劉家房子旧貨市場
- 毛衫廠
- 佳園里電話局

## 歴史
- 2006年6月12日 - 開業。
- 2018年7月31日 - 佳園里駅に改称。

## 隣の駅
- ■1号線

本渓路駅 - 佳園里駅 - 瑞景新苑駅